# Archaeodontosaurus descouensi
L’archeodontosauro (Archaeodontosaurus descouensi) è un dinosauro erbivoro appartenente ai sauropodi. Visse nel Giurassico medio (Bathoniano, circa 165 milioni di anni fa) e i suoi resto fossili sono stati ritrovati in Madagascar. È noto per le strane caratteristiche primitive dei denti.

## Descrizione
Questo dinosauro è conosciuto per il fossile di una mandibola con tanto di denti, dalle caratteristiche insolite. La forma della mandibola, infatti, richiama quella dei sauropodi evoluti, con la parte anteriore che si ispessisce e diviene profonda, ma i denti sono invece di foggia antiquata, molto simili a quelli dei prosauropodi (con tanto di margine dentellato). Dal momento che questo è l'unico resto fossile finora noto, non è possibile ricostruire in maniera dettagliata l'animale; probabilmente Archaeodontosaurus era un grosso quadrupede, con collo e coda lunghi e zampe colonnari.

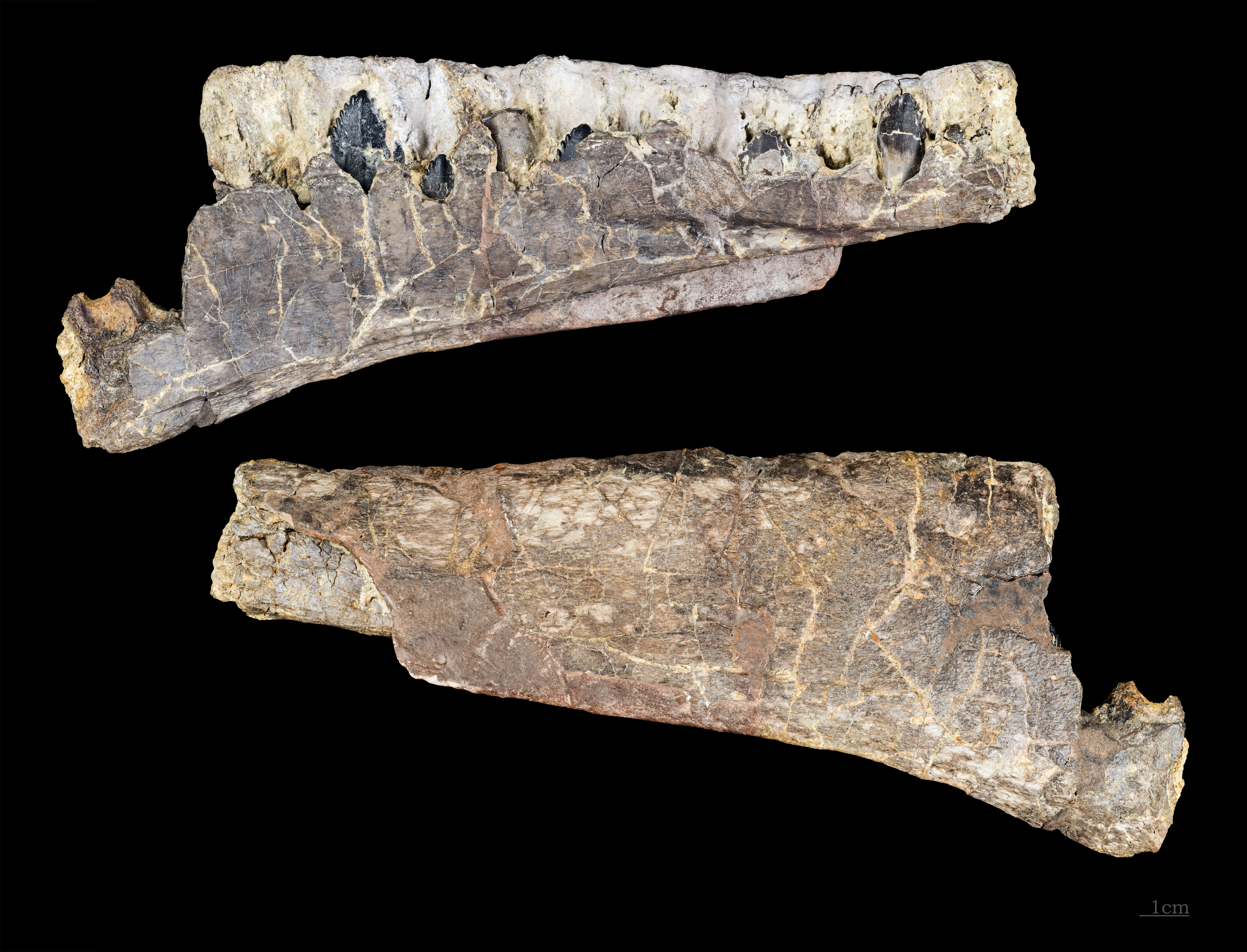
Archaeodontosaurus descouensi

## Classificazione
Archaeodontosaurus ha posto non pochi problemi ai paleontologi riguardo all'evoluzione dei sauropodi. La maggior parte dei sauropodi basali, infatti, possiede mandibole primitive (basse e allungate) ma una dentatura già evoluta, con denti a cucchiaio come i sauropodi evoluti. In Archaeodontosaurus, invece, queste caratteristiche erano ribaltate.
Questo animale, inoltre, è un indicatore della diversità dei sauropodi del Giurassico medio del Madagascar: i fossili differiscono da quelli attribuiti a Lapparentosaurus e al cosiddetto “Bothriospondylus” (spesso considerati un medesimo animale), e suggeriscono che in quelle faune vi furono almeno due differenti sauropodi.

## Etimologia
Questo dinosauro è stato descritto dal professor Eric Buffetaut nel 2005. Il nome significa "lucertola dai denti arcaici", mentre l'epiteto specifico è dedicato al naturalista Didier Descouens.